# Campionati europei di canottaggio 2020
I campionati europei di canottaggio 2020 sono stati la 77ª edizione della manifestazione. Si sono svolti dal 9 all'11 ottobre 2020 presso il Lago Malta a Poznań, in Polonia.

## Podi

### Uomini
| Evento                  | Oro | Tempo    | Argento | Tempo    | Bronzo | Tempo    |
| Singolo                 | Sverri Sandberg Nielsen | 6:50.22  | Natan Węgrzycki-Szymczyk | 6:51.23  | Kjetil Borch | 6:51.63  |
| Due senza               | Romania Marius Cozmiuc Ciprian Tudosă | 6:26.52  | Croazia Martin Sinković Valent Sinković | 6:29.46  | Italia Matteo Lodo Giuseppe Vicino | 6:30.55  |
| Due di coppia           | Paesi Bassi Melvin Twellaar Stef Broenink | 6:18.690 | Svizzera Barnabé Delarze Roman Röösli | 6:20.790 | Irlanda Daire Lynch Ronan Byrne | 6:21.280 |
| Quattro senza           | Paesi Bassi Jan van der Bij Boudewijn Röell Sander de Graaf Nelson Ritsema                                                                                 | 6:01.70  | Italia Marco Di Costanzo Giovanni Abagnale Bruno Rosetti Matteo Castaldo                                                                                  | 6:04.05  | Polonia Mateusz Wilangowski Mikołaj Burda Marcin Brzeziński Michał Szpakowski                                                                   | 6:05.08  |
| Quattro di coppia       | Paesi Bassi Dirk Uittenbogaard Abe Wiersma Tone Wieten Koen Metsemakers                                                                                    | 5:39.44  | Italia Luca Chiumento Simone Venier Luca Rambaldi Giacomo Gentili                                                                                         | 5:43.88  | Lituania Dovydas Nemeravičius Martynas Džiaugys Dominykas Jančionis Aurimas Adomavičius                                                         | 5:47.51  |
| Otto                    | Germania Johannes Weißenfeld Laurits Follert Olaf Roggensack Torben Johannesen Jakob Schneider Malte Jakschik Richard Schmidt Hannes Ocik Martin Sauer (c) | 5:31,15  | Romania Alexandru Chioseaua Florin Lehaci Constantin Radu Sergiu Bejan Vlad Dragoş Aicoboae Constantin Adam Florin Arteni Ciprian Huc Adrian Munteanu (c) | 5:32,93  | Paesi Bassi Bjorn van den Ende Ruben Knab Kaj Hendriks Simon van Dorp Jasper Tissen Bram Schwarz Mechiel Versluis Robert Lücken Aranka Kops (c) | 5:34,21  |
| Pesi leggeri            | |          | |          | |          |
| Singolo                 | Kristoffer Brun | 6:58.750 | Niels Torre | 6:59.110 | Fintan McCarthy | 7:02.150 |
| Due di coppia           | Italia Stefano Oppo Pietro Ruta | 6:22.80  | Germania Jonathan Rommelmann Jason Osborne | 6:22.93  | Belgio Niels Van Zandweghe Tim Brys | 6:23.77  |
| Quattro di coppia       | Italia Catello Amarante II Antonio Vicino Patrick Rocek Gabriel Soares                                                                                     | 6:01.01  | Germania Julian Schneider Eric Magnus Paul Jonathan Schreiber Joachim Agne                                                                                | 6:04.49  | Austria Alexander Maderner Lukas Kreitmeier Sebastian Kabas Philipp Kellner                                                                     | 6:10.12  |
| Specialità paralimpiche | |          | |          | |          |
| PR1 M1x                 | Roman Polianskyi | 9:34.540 | Alexey Chuvashev | 9:47.830 | Marcus Klemp | 9:59.420 |

### Donne
| Evento                  | Oro | Tempo     | Argento | Tempo     | Bronzo | Tempo         |
| Singolo                 | Sanita Pušpure | 7:36.04   | Magdalena Lobnig | 7:38.46   | Anneta Kyridou | 7:39.97       |
| Due senza               | Romania Adriana Ailincai Iuliana Buhuș | 7:17.19   | Spagna Aina Cid Virginia Díaz Rivas | 7:18.82   | Grecia Maria Kyridou Christina Bourbou | 7:20.24       |
| Due di coppia           | Romania Nicoleta-Ancuța Bodnar Simona Geanina Radiș | 6:57.86   | Paesi Bassi Roos de Jong Lisa Scheenaard | 7:03.47   | Francia Hélène Lefebvre Élodie Ravera-Scaramozzino | 7:05.05       |
| Quattro senza           | Paesi Bassi Elisabeth Hogerwerf Karolien Florijn Ymkje Clevering Veronique Meester                                                                                    | 6:35,49   | Italia Aisha Rocek Kiri Tontodonati Alessandra Patelli Chiara Ondoli                                                                                            | 6:40,84   | Irlanda Aifric Keogh Eimear Lambe Aileen Crowley Fiona Murtagh | 6:41,21       |
| Quattro di coppia       | Paesi Bassi Laila Youssifou Inge Janssen Olivia van Rooijen Nicole Beukers                                                                                            | 6:25,66   | Germania Daniela Schultze Carlotta Nwajide Frieda Hämmerling Franziska Kampmann                                                                                 | 6:26,75   | Polonia Katarzyna Boruch Marta Wieliczko Agnieszka Kobus Katarzyna Zillmann                                                                                         | 6:27,87       |
| Otto                    | Romania Maria-Magdalena Rusu Viviana Iuliana Bejinariu Georgiana Dedu Amalia Bereș Ioana Vrînceanu Maria Tivodariu Mădălina Bereș Denisa Tîlvescu Daniela Druncea (c) | 6:14,75   | Germania Sophie Oksche Melanie Göldner Anna Härtl Alexandra Höffgen Alyssa Meyer Frauke Hundeling Marie-Catherine Arnold Tabea Schendekehl Larina Hillemann (c) | 6:16,95   | Paesi Bassi Elsbeth Beeres Maartje Damen Dieuwertje den Besten Tessa Dullemans Hermijntje Drenth Tinka Offereins Aletta Jorritsma Karien Robbers Dieuwke Fetter (c) | 6:17,38       |
| Pesi leggeri            | |           | |           | |               |
| Singolo                 | Martine Veldhuis | 7:48.950  | Sofia Meakin | 7:50.030  | Paola Piazzolla | 7:52.380      |
| Due di coppia           | Paesi Bassi Marieke Keijser Ilse Paulis | 6:58.07   | Italia Valentina Rodini Federica Cesarini | 6:59.80   | Romania Ionela-Livia Cozmiuc Gianina-Elena Beleagă | 7:00.60       |
| Quattro di coppia       | Italia Giulia Mignemi Silvia Crosio Greta Martinelli Arianna Noseda                                                                                                   | 6:37,90   | Germania Elisabeth Mainz Marion Reichardt Cosima Clotten Katrin Volk                                                                                            | 6:44,51   | Non assegnata | Non assegnata |
| Specialità paralimpiche | |           | |           | |               |
| PR1 W1x                 | Nathalie Benoit | 10:51.680 | Anna Sheremet | 11:02.170 | Sylvia Pille-Steppat | 11:17.900     |

### Misti
| Evento                  | Oro                                                                                      | Tempo    | Argento                                                                                    | Tempo    | Bronzo                                                                                 | Tempo    |
| Specialità paralimpiche |                                                                                          |          |                                                                                            |          |                                                                                        |          |
| PR2 Mix2x               | Paesi Bassi Annika Van Der Meer Corne de Koning                                          | 8:19.770 | Ucraina Svitlana Bohuslavska Iaroslav Koiuda                                               | 8:26.550 | Polonia Jolanta Majka Michal Gadowski                                                  | 8:29.030 |
| PR3 Mix4+               | Italia Cristina Scazzosi Alessandro Brancato Lorenzo Bernard Greta Muti Lorena Fuina (c) | 7:19.670 | Ucraina Alexandra Polianska Dariia Kotyk Stanislav Samoliuk Maksym Zhuk Yuliia Malasay (c) | 7:22.830 | Francia Guylaine Marchand Margot Boulet Remy Taranto Antoine Jesel Robin Le Barreu (c) | 7:24.430 |

## Medagliere
| Pos.   | Paese       | Oro | Argento | Bronzo | Totale |
| ------ | ----------- | --- | ------- | ------ | ------ |
| 1      | Paesi Bassi | 8   | 1       | 2      | 11     |
| 2      | Romania     | 4   | 1       | 1      | 6      |
| 3      | Italia      | 3   | 5       | 2      | 10     |
| 4      | Germania    | 1   | 5       | 2      | 8      |
| 5      | Ucraina     | 1   | 3       | 0      | 4      |
| 6      | Irlanda     | 1   | 0       | 3      | 4      |
| 7      | Francia     | 1   | 0       | 2      | 3      |
| 8      | Norvegia    | 1   | 0       | 1      | 2      |
| 9      | Danimarca   | 1   | 0       | 0      | 1      |
| 10     | Svizzera    | 0   | 2       | 0      | 2      |
| 11     | Polonia     | 0   | 1       | 3      | 4      |
| 12     | Austria     | 0   | 1       | 1      | 2      |
| 13     | Croazia     | 0   | 1       | 0      | 1      |
| 13     | Spagna      | 0   | 1       | 0      | 1      |
| 13     | Russia      | 0   | 1       | 0      | 1      |
| 16     | Grecia      | 0   | 0       | 2      | 2      |
| 17     | Belgio      | 0   | 0       | 1      | 1      |
| 18     | Lituania    | 0   | 0       | 1      | 1      |
| Totale | Totale      | 22  | 22      | 21     | 65     |